# Associação Bauru Basketball Team
L'Associação Bauru Basketball Team és un club brasiler de basquetbol de la ciutat de Bauru.
El seu major triomf fou la lliga de les Amèriques de l'any 2015.
Per motius de patrocini, el seu nom ha estat:
- 1994: Luso Tilibra Bauru
- 1995: Luso Tilibra Unimed Bauru
- 1996: Luso Tilibra Bauru
- 1997-2002: Tilibra Copimax Bauru
- 2002-2003: Bauru Basquete
- 2004: Sukest Bauru
- 2005-2006: Plasútil Sukest Bauru
- 2008: GRSA Bauru
- 2009-2010: GRSA Itabom Bauru
- 2010-2012: Itabom Bauru
- 2012-2016: Paschoalotto Bauru
- 2016-2017: Gocil Bauru
- 2017-2020: Sendi Bauru
- 2020-avui: Zopone Gocil Bauru

## Palmarès
- Campionat brasiler de bàsquet: 
  - 2002, 2016-17[3]
- Lliga sud-americana de bàsquet:
  - 2014
- Lliga de les Amèriques de la FIBA:
  - 2015
- Campionat Paulista
  - 1999, 2013,[4] 2014[5]